# Кроче, Джулио Чезаре
Джулио Чезаре Кро́че (итал. Giulio Cesare Croce; 12 марта 1550[…], Сан-Джованни-ин-Персичето, Болонья — 12 января 1609, Болонья) — итальянский прозаик, драматург и поэт.

## Биография
Потомственный кузнец и талантливый рассказчик, веселивший народ своими забавными историями на рынках и ярмарках. Благодаря своей популярности приглашался в богатые дома и королевские дворы, где выступал в сопровождении скрипки. Был дважды женат, имел 14 детей. Умер в бедности.
Самые известные из его более 400 сочинений:
- комедии
  - «Сокровище» (Il tesoro),
  - «Фаринелла» (La Farinella),
  - диалог «Пир голодающих» (1591; о голоде 1590 в Италии),
- романы
  - «Тончайшие хитрости Бертольдо» (Le sottilissime astuzie di Bertoldo, 1606),
  - «Забавные, смешные и простодушные деяния Бертольдино, сына хитроумного Бертольдо, ныне покойного» (Le piacevoli e ridicolose simplicità di Bertoldino, figlio del già astuto Bertoldo, 1608).